# Eutiquio Proclo
Eutiquio Proclo (en latín Eutychius Proclus; en griego Εὐτυχίος Πρόκλος Eutychios Proklos) fue un gramático que vivió en el siglo II d. C.

## Biografía
Nació en Sicca en el norte de África. Fue el instructor del emperador romano Marco Aurelio. Es, probablemente, quien es mencionado por Trebelio Pollio como el gramático más sabio de su época Fue hecho cónsul por Marco Aurelio.